# 第11回宝塚記念
1970年5月31日に阪神競馬場で行われた第11回宝塚記念について詳細を記述する。
- なお、馬齢については当時の表記方法（数え年）とする。

## レース施行時の状況
同年の春の天皇賞馬リキエイカンがファン投票で1位に選出されたが、前年の有馬記念を勝った8歳馬で唯一の関東馬スピードシンボリが圧倒的1番人気に支持された。大レースで好走実績のあるホウウンとヒーローモアも出走し、ドリームレースに相応しい陣容となった。

## 出馬表
芝2200メートル 天候・晴 馬場状態・良
| 枠番 | 馬番 | 競走馬名         | 性齢 | 騎手     | オッズ    | 調教師     |
| ---- | ---- | ---------------- | ---- | -------- | --------- | ---------- |
| 1    | 1    | タイプリンス     | 牡5  | 須貝彦三 | 4人(29.5) | 橋田俊三   |
| 2    | 2    | ホウウン         | 牡5  | 池江泰郎 | 3人(6.9)  | 大根田裕也 |
| 3    | 3    | スピードシンボリ | 牡8  | 野平祐二 | 1人(1.6)  | 野平省三   |
| 4    | 4    | リキエイカン     | 牡5  | 高橋成忠 | 2人(6.5)  | 柏谷富衛   |
| 5    | 5    | マサファイター   | 牡5  | 武邦彦   | 7人(67.4) | 夏村辰男   |
| 6    | 6    | ケイタカシ       | 牡6  | 四位満教 | 5人(43.5) | 浅見国一   |
| 7    | 7    | ヒーローモア     | 牡5  | 簗田善則 | 6人(57.0) | 坪重兵衛   |

## レース展開
レースはスピードシンボリが春の天皇賞馬リキエイカンを問題視せず、先行したホウウンを3馬身半差をつけてレコード勝ちした。
この競走の映像（関西テレビ放送の中継の映像を収録したもの）は、1995年10月20日にポニーキャニオンより発売された「中央競馬GIシリーズ 宝塚記念史」に収録されている。

## レース結果
| 着順 | 枠番 | 馬番 | 競走馬名         | 着差     |
| ---- | ---- | ---- | ---------------- | -------- |
| 1    | 3    | 3    | スピードシンボリ | 2分13秒3 |
| 2    | 2    | 2    | ホウウン         | 3.1/2    |
| 3    | 7    | 7    | ヒーローモア     | 大差     |
| 4    | 6    | 6    | ケイタカシ       | 1.1/4    |
| 5    | 4    | 4    | リキエイカン     | 1.3/4    |
| 6    | 1    | 1    | タイプリンス     | 5馬身    |
| 7    | 5    | 5    | マサファイター   | ハナ     |

### 払戻
| 単勝式   | 3   | 130円 |
| 複勝式   | 3   | 110円 |
| 複勝式   | 2   | 180円 |
| 連勝複式 | 3-2 | 150円 |

## 達成された記録

### スピードシンボリ
- 史上3頭目のグランプリ2勝（スピードシンボリ以前にはリユウフオーレル・シンザンが達成）、史上初の有馬→宝塚での秋春連覇達成（6歳以上での秋春連覇は2023年現在唯一）
- 7歳馬（当時の8歳馬）による宝塚記念制覇は2022年現在まで最年長記録（後にタップダンスシチーも7歳で制覇）
- 勝ちタイム2:13.3は第9回優勝馬ヒカルタカイの2:14.7を1秒4上回る当時のレースレコードで、レコードタイムの更新幅としては同レース史上最大となっている（2024年現在）